# Dematic
Dematic est une entreprise de manutention et d’automatisation logistique basée au Luxembourg.
Dematic possède des sites de production et de gestion en Europe, Chine, Australie et aux États-Unis. Avec plus de 4 000 employés et 5 000 systèmes installés partout dans le monde, Dematic génère en 2018 un chiffre d’affaires global de 49 millions d'euros.

## Histoire
Le groupe Dematic a été récemment formé[Quand ?]. Cependant, l’entreprise a une longue histoire qui a commencé en 1819 à Wetter en Allemagne avec la création de Demag, qui a été incorporé en 1973 par Mannesmann. Après l’acquisition de Rapistan (spécialiste des systèmes de convoyage), Mannesmann DEMAG Fördertechnik AG est créée. En 1993, L’australien spécialiste de rayonnage Colby est acquis.
En 1997 l’entreprise est renommée pour devenir Mannesmann Dematic AG. Quatre ans plus tard, Siemens achète l’entreprise et la fusionne avec ses propres activités logistiques pour former Siemens Dematic AG. En 2006, le conglomérat devient Dematic GmbH & Co. KG. Dans la même année, la société d'investissement Triton acquiert la majorité des actions.
Le 15 septembre 2010, le groupe Dematic réussit à acquérir HK Systems, un fournisseur de solutions de manutention automatisée et de logiciels. Ceci permet à Dematic d’opérer et de commercialiser plus aisément ses produits sur le marché nord-américain.
Le 28 décembre 2012, AEA Investors LP et Teachers' Private Capital, la division d’investissement du « Régime de retraite des enseignantes et des enseignants de l’Ontario », complètent l’acquisition de Dematic de chez Triton.
En décembre 2015, Dematic procède à l'acquisition de Reddwerks, un développeur de logiciels pour la logistique d'entrepôts.

## Activités
Dematic conçoit, construit, et supporte les solutions logistiques pour optimiser le flux de matière et d’information de la réception à l'expédition à l'usine, entrepôt ou centre de distribution. Les solutions typiques sont destinées à l’amélioration des processus, la technologie de manutention, ainsi que la création de logiciels. La configuration du système peut être opérée manuellement, mécanisée ou automatisée.
Les activités de Dematic couvrent l’industrie alimentaire, le commerce de détail, commerce de gros, le service alimentaire, la vente de vêtements en détail, la distribution directe, etc. (Système intégré de gestion de bibliothèque).
L’entreprise conçoit et produit des produits individuels et des équipements de manutention de matériau comme les systèmes de stockage, ainsi que différents types de convoyeurs, systèmes de tri, et des systèmes de prélèvement. L'offre de produits est complétée par des services de consultation, planning et de design intégrant les différents composants matériels et logiciels dans une seule solution logistique,. En outre, l’entreprise fournit des solutions informatiques destinées à la gestion d'entrepôts et à la facilitation du flux de matières et des opérations de préparation de commandes sans papier. Dematic propose également une gamme complète de services à sa clientèle tels que l'exploitation technique des installations et leur maintenance.